# حفاث أمغر
الحُفَّاث الأمْغَر نوع من الثعابين غير المؤذية في فصيلة الأحناش. هذا النوع مستوطن في جنوب أوروبا وشمال إفريقية. قوتها العظاء والوزغ والفأر والحشرات. تعد من الحيوانات النافعة.

## النطاق الجغرافي
عثر على الحفاث الأمغر في كت إسبانيا والبرتغال وجنوب فرنسا وموناكو وإيطاليا والمغرب والجزائر وتونس. العينة النمطية هي بوردو، فرنسا.

## الوصف
جسمها متوسط الثخانة يطول نحو 60 سم. ثوبها إلى الحنطي الأمغر الأسمر المواج يعلوه ترقين متواتر أسود يمتد من العنق إلى طرف الذنب. مَدَبُّها إلى المغرة الزاهرة يحوقها خطان جانبيان من الترقين الأسود. رأسها لوزي الشكل صغير القد. شدقها متوسط الانفراج. عدد أسنانها 50، منها 26 في الفك الأسفل و 24 في الفك الأعلى. عنقها شديدة القصر.

## الموطن

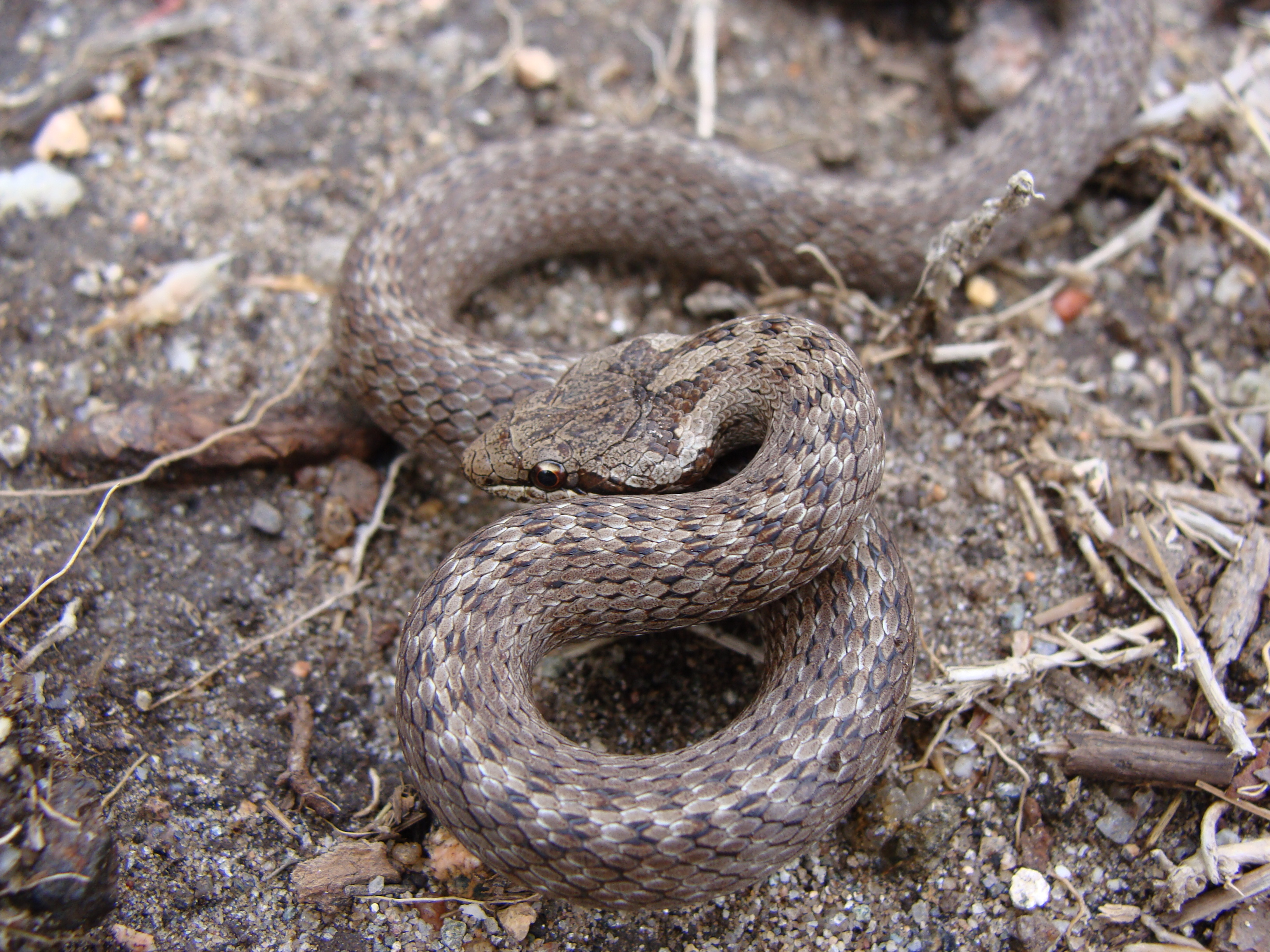
حفاث أمغر في منتزه في البرتغال

الموائل الطبيعية لـه هي الغابات المعتدلة والنباتات الشجرية من نوع البحر الأبيض المتوسط، والمناطق الصخرية والمراعي والمزارع.  تسرح في الليل وفي النهار. تألف البراري.
وهي مهددة بفقدان موائلها.